# Stadhuis van Pula
Het stadhuis van Pula (Kroatisch: Komunalna palača) is de zetel van het gemeentebestuur van de Kroatische stad Pula. Het is gelegen op het Forum, in het centrum van de stad.

## Geschiedenis
Het stadhuis bevindt zich aan de noordelijke zijde van het plein in de oude stad. Deze plek wordt al voor publieke gebouwen gebruikt sinds de tijd van het Oude Rome. Er bevonden zich oorspronkelijk drie Romeinse tempels, waarvan nu alleen nog de Tempel van Augustus overblijft. De oostelijke van de drie tempels, de tempel van Diana, werd vanaf de 9e eeuw gebruikt als primitief stadhuis.
Toen de stad verder opbloeide, was er nood aan een nieuw gebouw dat zou dienen als stadhuis. Men gebruikte de plek van de tempel van Diana om aan het eind van de 13e eeuw het gebouw op te trekken. De bouw duurde tot 1296. 
Het stadhuis werd oorspronkelijk gebouwd in gotische stijl. De bouwmaterialen haalde men van de overblijfselen van de tempels en andere gebouwen op de site. Waar het mogelijk was werden zelfs volledige muren gebruikt. Zo is aan noordelijke zijde van het huidige stadhuis een muur van de tempel van Diana nog zichtbaar.
Sinds de constructie werd het gebouw verschillende keren heropgebouwd. Zo kreeg het gebouw in de 15e eeuw een renaissance uiterlijk, en in de 17e eeuw een barokke uiterlijk. Ook in de eeuwen erna werd er nog herbouwd. De laatste werd beëindigd in 1988 en daarmee kreeg het stadhuis ook zijn huidig voorkomen.